# 比手畫腳

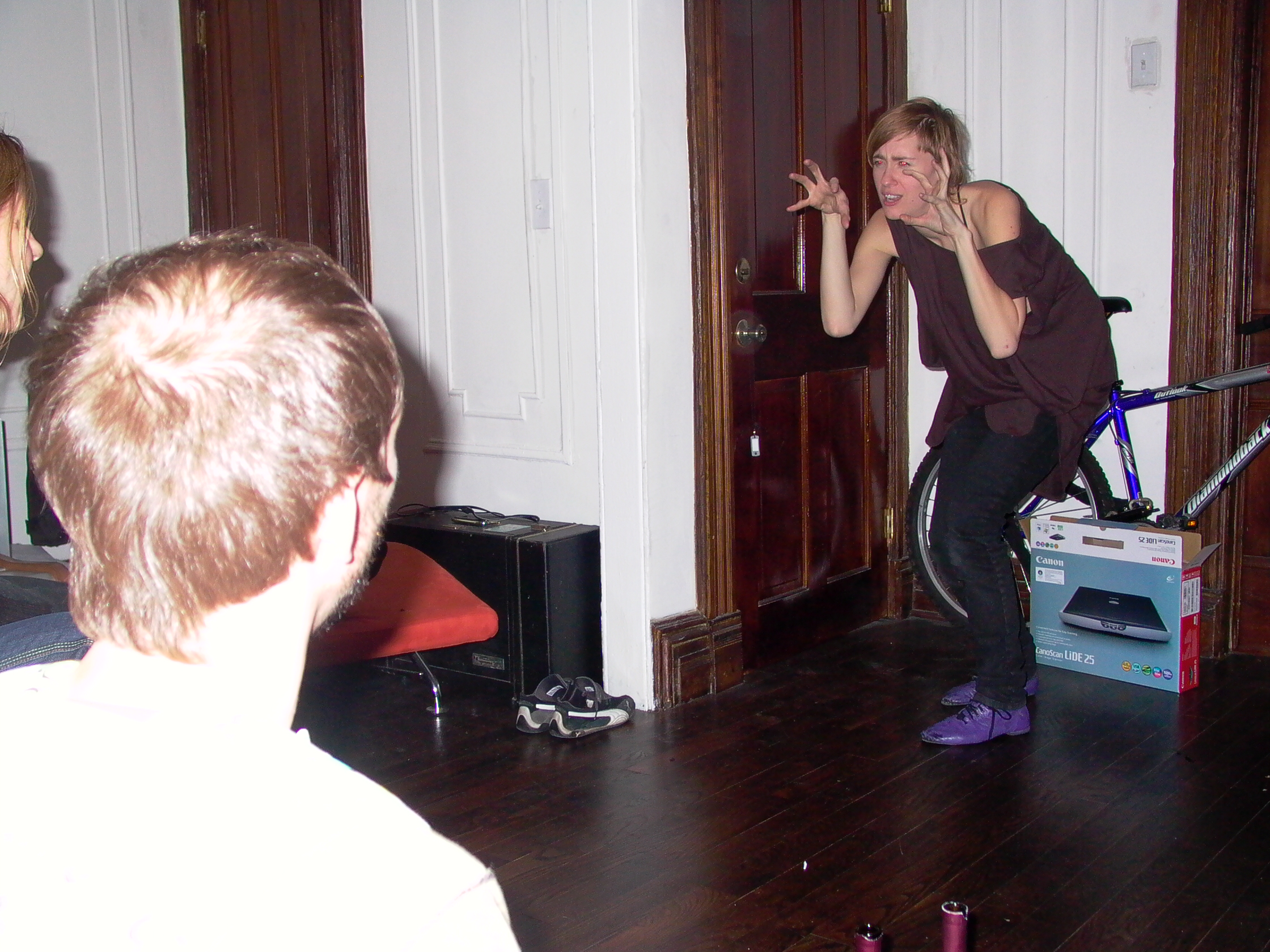
游戏参与者在做动作

比手畫腳，又稱有口難言、大電視（來自曾志偉主持的「獎門人」遊戲節目），是一個分組進行的團體遊戲，事先會準備許多題目（如成語、日常用品等詞語），各組的參與者輪流上台表演，在看到題目後，需設法利用手勢、動作等肢體語言讓其他人猜到題目的內容。若有人猜對，表演者所屬的那組即可得分。
比手畫腳的過程中，大家可以問問題，表演者可以用點頭、搖頭等肢體語言回答問題。在表演時，有時也會先比出和題目諧音或讀音相近的字，例如「依依不捨」的「依」因為和數字的「一」在現代標準漢語中同音，表演者可以直接比一。
另一種比較簡單的比手畫腳允許表演者說話，但不能說出題目中的任何一個字。

## 歷史

### 可以說話的比手畫腳

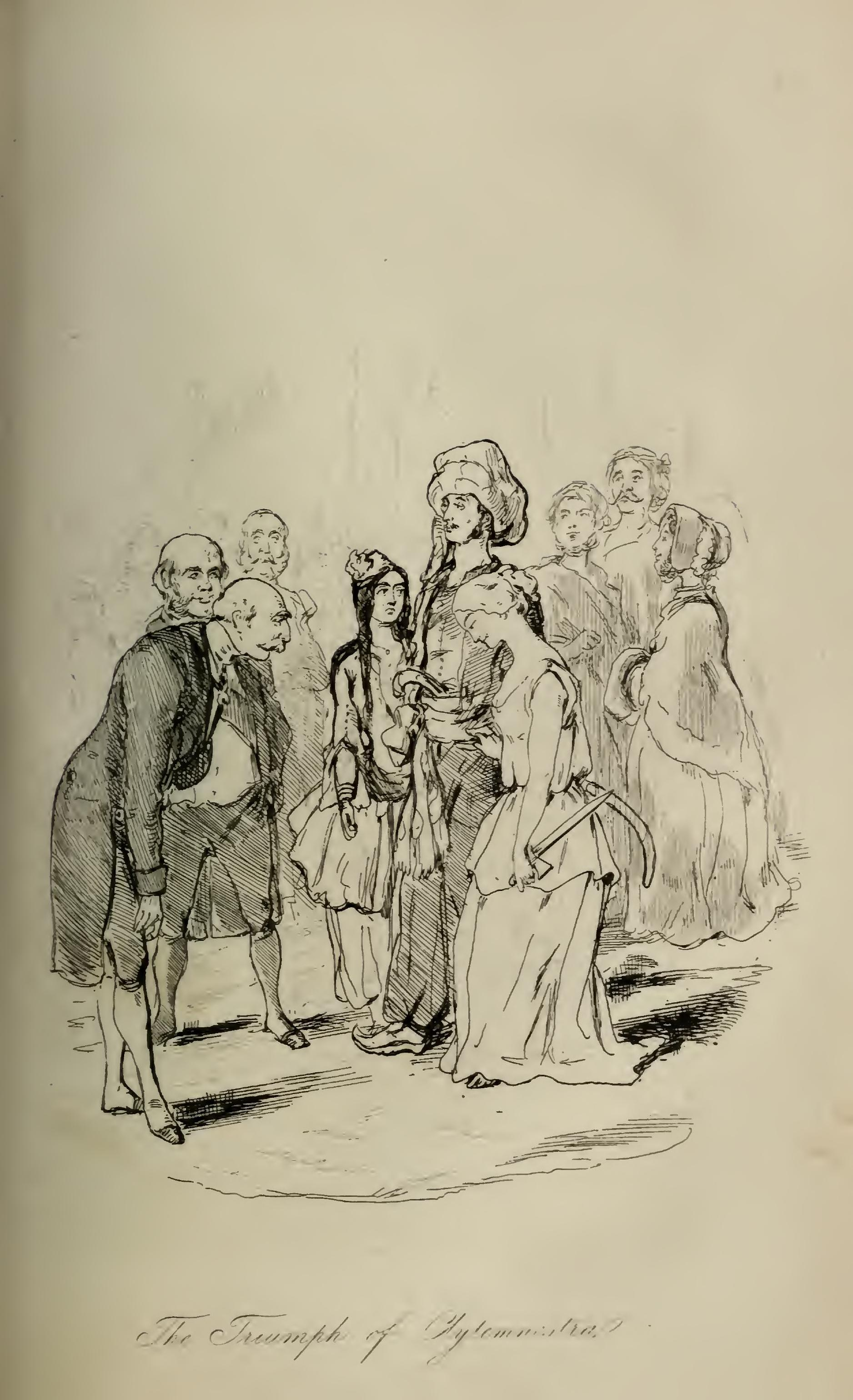
克吕泰涅斯特拉的凱旋

可以說話的比手畫腳是一種文字的謎語，18世紀時在法國流行，答案的每一個音節會分開用不同的方式來描述，讓參與者猜答案。其名稱charade是來自英文的借詞，出現在十八世紀的後半。
用文字表示的charade出現在雜誌和書藉中，以及英國摄政时代的摺扇中。有時會將答案印在扇子的背面。

### 不能說話的比手畫腳
在十九世紀初期，法國開始名為acting或acted charades的比手畫腳，用表演代替文字或語言描述的的室內遊戲，隨著英國的貴族而帶到英國，後來charades一詞也較多是指這種用表演方式進行的遊戲，像在威廉·梅克比斯·薩克萊的《浮華世界》和夏綠蒂·勃朗特的《简·爱》裡都有提到。薩克萊諷刺的說，這遊戲受歡迎之處是「讓我們中間許多有美貌的女性展現其魅力，少數有智慧的女性展現其智慧。」
在第一次世界大战時，這種表演式的比手畫腳成為此遊戲的主流。隨著使用語言或文字的版本已被遺忘，表演式的比手畫腳也就有更簡潔的名稱。薩克萊小說的描述中，雖然有些稱為默劇的版本，其中仍有表現者的對話，但真正完全不說話的比手畫腳越來越流行，最後charade就是專指只用表演，完全不說話的版本。
表演式的比手畫腳也常出現在电视遊戲節目中，例如美國電視裡的Play the Game、Movietown, RSVP、Pantomime Quiz、Stump the Stars等節目，英國電視的Give Us a Clue、加拿大電視的Party Game和Acting Crazy，澳大利亞電視的Celebrity Game，BBC Radio 4的I'm Sorry I Haven't a Clue。

## 腳註
1. ↑  張輝道. . 師大書苑. : 95. ISBN 9579617686.
2. 1 2  EB (1911).
3. ↑  EB (1878).
4. ↑  "charade, n." OED Online. Oxford University Press, June 2015. Web. 1 September 2015.
5. 1 2  威廉·梅克比斯·薩克萊, , Ch. LI, 1848
6. 1 2  , , Oxford: Oxford University Press, 2014.